# 애 (김민종의 음반)
《애(愛)》는 1998년에 발매된 김민종의 4집 앨범이다.
김민종이 3집 음반에서의 표절곡 사태로 인해 가수 분야에서 은퇴하려던 찰나에 작곡가 김도형이 준 타이틀곡 ’착한 사랑’의 데모 테이프를 듣고서 이 앨범을 통해 음악 활동을 재개하는 계기가 되었다.
1990년대 최고의 인기 발라드 곡중의 한곡이며, 김민종을 대표하는 곡이기도 하다, 불후의 명곡2에서는 나르샤와 알리가 열린음악회에서는 김나희가 불렀으며 유튜버인 버블디아가 불러 또 다른 감동을 전해준 곡. 
그리고 김민종 자신의 아픔을 담아 작사 했으며 작곡가 김도형과 손잡은 첫번째 빅히트 곡이기도 하다.
4집수록곡인 조규만이 작곡한 "세상 끝에서의 시작"은 불후의명곡2 정동하의 도전곡이다. 그리고 이 곡은 허영만 화백 작품 미스터 큐를 원작으로 하는 드라마 《미스터Q》OST로도 유명세를 탔었다.
- REMASTERED 2023 (2LP) (2023년 6월 28일) 발매

## 수록곡
| #            | 제목                                   | 작사           | 작곡           | 편곡           | 재생 시간 |
| ------------ | -------------------------------------- | -------------- | -------------- | -------------- | --------- |
| 1.           | 〈Prologue〉                           |                | 김도형         | 김도형, 홍성민 | 2:01      |
| 2.           | 〈그래도 그대는 나의 영원한 사랑이야〉 | 김민종         | 이근형, 이근상 | 이근형, 이근상 | 5:11      |
| 3.           | 〈착한 사랑〉 (Original Ver.)          | 김민종         | 김도형         | 김도형, 홍성민 | 5:02      |
| 4.           | 〈세상끝에서의 시작〉                  | 원태연         | 조규만         | 조규만         | 4:19      |
| 5.           | 〈잊을 수 없는 건...〉                 | 김민종         | 오태호         | 채경훈         | 4:03      |
| 6.           | 〈이제는...〉                          | 김민종         | 김도형         | 김도형, 홍성민 | 4:14      |
| 7.           | 〈미안해요 사랑해서〉                  | 김민종         | 김윤식         | 김윤식         | 4:03      |
| 8.           | 〈기다릴 수 있는 사랑〉                | 하해룡         | 고성진         | AC+E           | 4:28      |
| 9.           | 〈힘겨운 사랑을 위해〉                 | 장경아, 김민종 | 김성면         | 이홍래         | 4:29      |
| 10.          | 〈다시 시작된 사랑〉                   | 임홍렬, 김민종 | Oliver Sea     | 박용준         | 4:06      |
| 11.          | 〈어느날...〉                          | 오태호         | 오태호         | 오태호         |           |
| 12.          | 〈같은 하늘 아래 〉                    | 이정선         | 이정선         | AC+E           | 4:22      |
| 13.          | 〈착한 사랑〉 (Bonus Track, Rock Ver.) | 김민종         | 김도형         | AC+E           | 4:59      |
| 총 재생 시간 | 총 재생 시간                           | 총 재생 시간   | 총 재생 시간   | 총 재생 시간   | 56:06     |